# Хејзел Дел (Вашингтон)
Хејзел Дел (енгл. Hazel Dell) насељено је место без административног статуса у америчкој савезној држави Вашингтон.

## Демографија
По попису из 2010. године број становника је 19.435.
| Група             | 2000.    | 2010.          |
| Белци             | 0 (0,0%) | 15.112 (77,8%) |
| Афроамериканци    | 0 (0,0%) | 518 (2,7%)     |
| Азијати           | 0 (0,0%) | 720 (3,7%)     |
| Хиспаноамериканци | 0 (0,0%) | 2.143 (11,0%)  |
| Укупно            | 0        | 19.435         |